# Emer
Emer, o en irlandés moderno Eimear, hija de Forgall Monach, y mujer del héroe Cú Chulainn del Ciclo del Úlster de la mitología irlandesa. De ella se decía que poseía los seis dones femeninos: belleza, voz gentil, palabra dulce, sabiduría, agilidad para la costura y castidad.

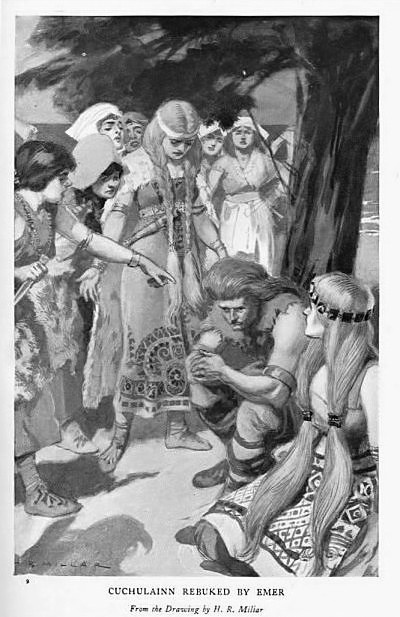
Cú Chulainn y Emer, H.R.Millar, Celtic Myth and Legend, Charles Squire (1905)

## La leyenda

### Tochmarc Emire("El cortejo de Emer")
A causa de su belleza, Cú Chulainn era temido por otros Ulaid quienes buscaron por toda Irlanda una mujer para que la desposara. Pero Cú Chulainn ya estaba enamorado de una muchacha, Emer, hija de Forgall Monach. Un día, fue a visitarla a Lusk y la cortejó entreteniéndola con ingeniosos enigmas. Emer hubiera aceptado su corte, pero se casaría con él solo si sus hazañas hubieran sido dignas. Su padre se opuso a la boda e ideó un plan: disfrazado, sugirió que Cú Chulainn completara su aprendizaje de guerrero bajo las enseñanzas de la célebre heroína escocesa Scáthach. Su esperanza era que la prueba le fuera demasiado difícil y que incluso muriera. Empero Scáthach le enseñó a Cú Chulainn todas sus artes marciales. El joven también logró derrotar a la rival de su maestra, Aífe, acostándose con ella y dejándola embarazada.
Mientras, Forgall ofreció Emer a Lugaid mac Nóis, rey de Munster, entonces Emer reveló su amor por Cú Chulainn, quien siendo ya un guerrero experimentado regresó a Irlanda. Mas la hostilidad de Forgall no mermaba. El joven asaltó el castillo de Forgall, mató a veinticuatro guardias, secuestró a Emer y se llevó el tesoro de su padre, el cual durante la batalla cayó de sus bastiones y murió. Su fiel Scenn Menn intentó detener a la pareja de fugitivos, pero lo derrotó en duelo Cú Chulainn. Así, habiendo demostrado su éxito, Emer aceptó desposarlo.
Y en este punto, surgió una cuestión, el rey del Úlster, en ese tiempo Conchobar mac Nessa, tenía derecho de pernada y Conchobar temía la reacción de Cú Chulainn, pero no pretendía arriesgarse haciendo concesiones. Finalmente halló la solución: Conchobar yacería con Emer en su noche de bodas, pero el druida Cathbad estaría entre los dos.

### Serglige Con Culainn("Cabeza de Cú Chulainn")
A pesar de las muchas amantes de Cú Chulainn, Emer solo se puso celosa cuando su esposo se enamoró de la diosa Fand, esposa de Manannán mac Lir, rey del gran mar. Incluso decidió matarla, pero cuando vio el poder del amor de Fand por su hombre, decidió renunciar a él. En este punto, Fand decidió regresar a casa con su esposo. Manannán sacudió su capa sobre los dos amantes, haciendo que los dos no se vieran nunca más. Al dar una poción a Cú Chulainn y Emer, finalmente consiguió que se olvidaran de todo lo ocurrido.

### Otras historias
Cuando Connla hijo de Cú Chulainn y Aífe llegó a Irlanda para conocer a su padre, Emer lo intuyó y recomendó a Cuchulain que no lo matara.

## Influencia cultural

### Literatura
Emer es el sujeto de la obra de William Butler Yeats titulada "Los únicos celos de Emer", una de las cinco partes de su obra sobre la saga de Cú Chulainn, escrita con fuertes influencias del teatro tradicional japonés Nō. La historia fue reorganizada, no sin cierta libertad, en la versión homónima de Lady Augusta Gregory, contenida en la colección de 1902  Cuchulain of Muirthemne .  Jealousy  de Yeats debutó en Ámsterdam en 1922 bajo la dirección de Albert van Dalsum, con máscaras elaboradas por el escultor Hildo Krop. En los escenarios irlandeses, llegó en 1926 a escena por la "Liga de Drama de Dublín" en el Teatro Abbey.
El personaje de Emer aparece en Las cenizas de Angela, en una obra de Somhairle MaGill-Eain o en la novela de David Duchovny de 2018 Miss Subways.